# Jens Petersson
Jens Petersson (7 de junio de 1983) es un deportista sueco que compitió en natación. Ganó dos medallas en el Campeonato Europeo de Natación en Piscina Corta, plata en 2003 y bronce en 2001.

## Palmarés internacional
| Campeonato Mundial en Piscina Corta | Campeonato Mundial en Piscina Corta | Campeonato Mundial en Piscina Corta | Campeonato Mundial en Piscina Corta |
| Año                                 | Lugar                               | Medalla                             | Prueba                              |
| ----------------------------------- | ----------------------------------- | ----------------------------------- | ----------------------------------- |
| 2001                                | Amberes (Bélgica)                   | Medalla de bronce                   | 4 × 50 m estilos                    |
| 2003                                | Dublín (Irlanda)                    | Medalla de plata                    | 4 × 50 m estilos                    |